# Lusti (Karula)
Lusti – wieś w Estonii, prowincji Valga, w gminie Karula.